# Destino
Destino is een korte animatiefilm, die in 2003 door de Walt Disney Company werd uitgegeven. Het was origineel een samenwerking tussen Disney studio tekenaar John Hench en de Spaanse surrealistische kunstenaar Salvador Dalí, maar na enige tegenslagen kwam de productie stil te liggen. Uiteindelijk werd de film weer opgepakt door Roy E. Disney, de neef van Walt Disney, waardoor de film 58 jaar na zijn start in 1945 voltooid werd.

## Verhaal
Deze korte film vertelt het verhaal van Chronos en zijn gedoemde liefde voor een sterfelijke vrouw. Disney's animatie brengt de twee karakters tot leven door hen soepel door Dalí's surrealistische landschappen te laten zweven. Er is geen dialoog, maar de passende muziek is geschreven door de Mexicaanse componist Armando Dominguez en wordt gezongen door Dora Luz.
Het originele beeldmateriaal, de 17 seconden die Salvador Dali tijdens zijn acht maanden tussen eind 1945 en 1946 bij de Disney Studio maakte, is ook in Destino te vinden. Het is het segment rond de vijfde minuut, waar de baseball speler twee schildpadden in de richting van een parel ziet lopen. Samen vormen zij een eenheid, waarin de danseres te zien is.

Now I can smile and say:

Destino, my heart was sad and lonely

in knowing that you only could bring my love to me.

Destino, this heart of mine is thrilled now.

My empty arms are filled now as they were meant to be.

For you came along, out of a dream I recall.

Yes, you came along to answer my call.

I know now that you are my destino.

We’ll be as one, for we know our destiny of love.
— Destino by Ray Gilbert

## Ontwikkeling
Destino (het Spaanse, Portugese en Italiaanse woord voor "lot") was geschetst door de Disney studio tekenaar John Hench en de Spaanse surrealistische kunstenaar Salvador Dalí. In acht maanden tijd, vanaf het einde van 1945 tot 1946, werd er dagelijks aan gewerkt. Na verloop van tijd werd het project stilgelegd, doordat de nasleep van de Tweede Wereldoorlog de nodige financiële problemen met zich meebracht. Hench heeft nog een poging gedaan om met de circa 80 schetsen een korte animatie te maken, in de hoop dat Disney weer belangstelling zou tonen voor het project. Het project was echter financieel gedoemd en werd daarom voor een onbepaalde tijd stilgelegd.
In 1970 begon Dave Smith het project "The Disney Archives", waarbij Disney medewerkers werd gevraagd om de zogenaamde Disneyana (alle producten die geproduceerd zijn door The Walt Disney Company) te doneren. Hierbij verschenen op mysterieuze wijze vijf Dali schilderijen, welke vervolgens opgeknapt en bewaard werden. In de jaren zeventig werd Dalí benaderd door Albert Field, een taxateur uit New York en later de oprichter van de Salvador Dali Archives, die hem ongetekende, nieuw ontdekte kunstwerken van Destino liet zien. Dalí kon niet onderscheiden of deze tekeningen van zijn hand - of wellicht van Hench - waren, en signeerde ze allemaal
Dit was niet ongewoon. Roy E. Disney verklaarde dat Hench en Dalí zo nauw samenwerkten dat er na verloop van tijd een punt was waarop ze de schetsen niet van elkaar konden onderscheiden. Hench was de enige die, tot zijn dood, zonder enige twijfel kon aanwijzen welke van zijn hand en welke van Dalí's hand waren.
In 1999, terwijl Walt Disney's neef Roy E. Disney aan Fantasia 2000 werkte, maakte actrice Bette Midler een referentie naar Dali's werk. Als uitvoerend producent dacht Roy E. Disney eraan om kunstwerken van Dalí te gebruiken om de film te promoten. Hij was degene die contact opnam met de advocaten van Disney of het mogelijk was deze werken te gebruiken.
Daaruit bleek dat Disney wel in het bezit ervan  was, maar dat zij niet de eigenaar was. Er was een contract opgesteld tussen Disney en Dalí, met als voorwaarde dat de kunstwerken geen eigendom van Disney zouden worden totdat Destino gemaakt was.
Op dat moment besloot Roy om de film te voltooien, met de hulp van John Hench, die toentertijd nog steeds bij Disney werkzaam was. Ongeveer 20 procent van de film is gecreëerd met behulp van CG (Computer Graphics), om ervoor te zorgen dat de virtuele camera soepel rond de objecten kan draaien. 
Uiteindelijk werd de film geregisseerd door de Franse animator Dominique Monfery en geproduceerd door Baker Bloodworth. Een team van ongeveer 25 animatoren ontcijferde Dalí en Hench's cryptische storyboards, waarbij zij geholpen werden door de dagboeken van Gala Dalí en de begeleiding door John Hench. Het eindresultaat bestaat overwegend uit traditionele animatie, inclusief Hench's originele beeldmateriaal, maar het bevat ook delen computeranimatie. 

## Invloed van Dalí's werken
Naast enkele kleine details (zoals lichaamsdelen op stokken, geïnspireerd door The Spectre of Sex Appeal (1934)) komen in Destino ook delen van zijn bekende werken voor.
De vloeiende dansbewegingen van de vrouw op de Venus van Milo-achtige verschijning zijn terug te vinden in The Broken Bridge and the Dream uit 1945. 
Na ongeveer tweeënhalve minuut in Destino duikt de vrouw in een schaduw van de klok. Dit is als detail ook te zien in Dalí's Suburbs of a Paranoiac Critical Town, Afternoon on the Outskirts of European History uit 1936. De scène rond minuut vier waar een grote hoeveelheid mannetjes met broden op hun hoofd rondfietsen is te zien in Study for Sentimental Colloquy uit 1944.

## Distributie
Destino ging in première op 2 juni 2003 op het Annecy International Animated Film Festival in Annecy, Frankrijk. De film werd goed ontvangen door het publiek; won verscheidene prijzen en werd in 2003 genomineerd voor een Oscar voor beste korte animatiefilm.
In 2005 werd de film in the Philadelphia Museum of Art continu afgespeeld, tijdens de tentoonstelling The Dalí renaissance: new perspectives on his life and art after 1940.
De film werd ook gedraaid als een onderdeel van de tentoonstelling Dalí & Film in de Tate Modern van juni tot september 2007, als onderdeel van de Dali tentoonstelling in het Los Angeles County Museum of Art van oktober 2007 tot januari 2008 en tijdens de tentoonstelling Dalí: Painting and Film in het New York's Museum of Modern Art van juni tot september 2008.
Destino maakte ook onderdeel uit van een tentoonstelling in het Salvador Dalí Museum in St. Petersburg, Florida in 2008.
Vanaf halverwege 2009 werd de film getoond in Melbourne, Australië in de National Gallery of Victoria tijdens de Dalí tentoonstelling Liquid Desire en vanaf het einde van 2009 tot april 2010 in het Dayton Art Institute in Dayton, Ohio tijdens de tentoonstelling Dalí and Disney: The Art and Animation of Destino.
Van 21 november 2012 tot 25 maart 2013 werd de film getoond tijdens de Dalí-tentoonstelling in het Centre Georges Pompidou in Parijs, Frankrijk.